# Світ-Вотер (Алабама)
Світ-Вотер (англ. Sweet Water) — місто (англ. town) в США, в окрузі Маренго штату Алабама. Населення — 228 осіб (2020).

## Географія
Світ-Вотер розташований за координатами 32°6′18″ пн. ш. 87°51′40″ зх. д. / 32.10500° пн. ш. 87.86111° зх. д. (32.104903, -87.861185). За даними Бюро перепису населення США в 2010 році місто мало площу 5,24 км², уся площа — суходіл.

## Демографія
Згідно з переписом 2010 року, у місті мешкало 258 осіб у 94 домогосподарствах у складі 72 родин. Густота населення становила 49 осіб/км². Було 111 помешкання (21/км²).
Расовий склад населення:
| - 91,1 % — білих - 7,8 % — чорних або афроамериканців - 1,2 % — осіб інших рас |

До двох чи більше рас належало 0,0 %. Частка іспаномовних становила 1,2 % від усіх жителів.
За віковим діапазоном населення розподілялося таким чином: 29,1 % — особи молодші 18 років, 51,5 % — особи у віці 18—64 років, 19,4 % — особи у віці 65 років та старші. Медіана віку мешканця становила 39,0 року. На 100 осіб жіночої статі у місті припадало 101,6 чоловіків; на 100 жінок у віці від 18 років та старших — 98,9 чоловіків також старших 18 років.
Середній дохід на одне домашнє господарство становив 89 767 доларів США (медіана — 79 375), а середній дохід на одну сім'ю — 84 876 доларів (медіана — 85 536). За межею бідності перебувало 1,6 % осіб, у тому числі 0,0 % дітей у віці до 18 років та 4,5 % осіб у віці 65 років та старших.
Цивільне працевлаштоване населення становило 139 осіб. Основні галузі зайнятості: виробництво — 31,7 %, освіта, охорона здоров'я та соціальна допомога — 19,4 %, публічна адміністрація — 13,7 %, сільське господарство, лісництво, риболовля — 8,6 %.